# Prolagus
Prolagidae là một họ động vật có vú trong bộ Thỏ. Họ này được Gureev miêu tả năm 1964.

## Hình ảnh

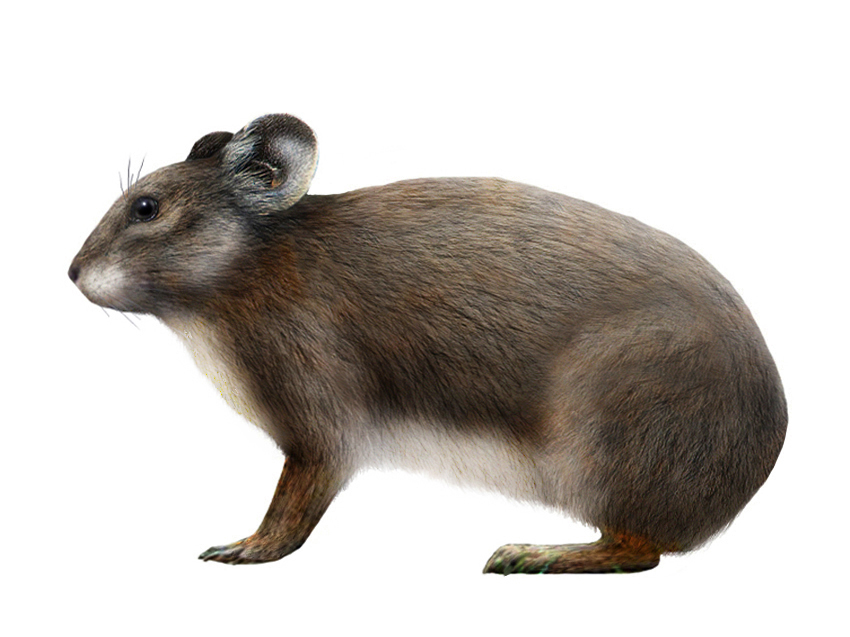
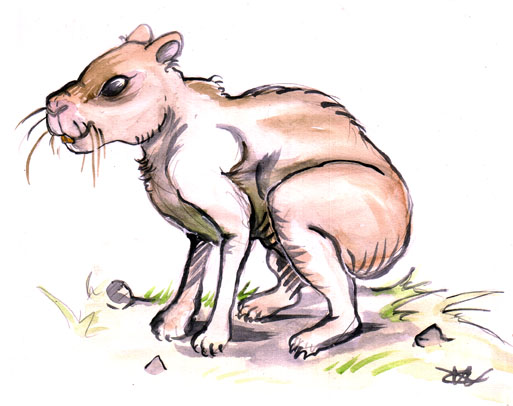

## Phân loại
Chi Prolagus:
- Prolagus aeningensis
- Prolagus aguilari
- Prolagus apricenicus
- Prolagus bilobus[2]
- Prolagus crusafonti
- Prolagus fortis
- Prolagus imperialis
- Prolagus italicus
- Prolagus major
- Prolagus michauxi
- Prolagus oeningensis
- Prolagus osmolskae[3]
- Prolagus praevasconiensis
- Prolagus sardus
- Prolagus schnaitheimensis
- Prolagus sorbinii
- Prolagus tobieni
- Prolagus vasconiensis